# سپیددندان ۲: افسانه گرگ سفید
سپیددندان ۲: افسانه گرگ سفید (به انگلیسی: White Fang 2: Myth of the White Wolf) فیلمی محصول سال ۱۹۹۴ و به کارگردانی کن اولین است. در این فیلم بازیگرانی همچون اسکات بایرستو، چارمینگ کریگ، آلفرد مولینا، جفری لوئیس، ایثن هاک، ال هرینگتن، آنتونی روئیویوار و متیو کوولز ایفای نقش کرده‌اند.
این فیلم دنباله فیلم سپیددندان است.